# Þjófahæðir
Þjófahæðir är en kulle i republiken Island. Den ligger i regionen Norðurland vestra, 140 km nordost om huvudstaden Reykjavík. Toppen på Þjófahæðir är 673 meter över havet, eller 53 meter över den omgivande terrängen. Bredden vid basen är 2,0 km.
Trakten runt Þjófahæðir är nära nog obefolkad, med mindre än två invånare per kvadratkilometer. Det finns inga samhällen i närheten. Trakten runt Þjófahæðir består i huvudsak av gräsmarker.